# Sonepat (huyện)
Huyện Sonepat là một huyện thuộc bang Haryana, Ấn Độ. Thủ phủ huyện Sonepat đóng ở Sonepat. Huyện Sonepat có diện tích 2260 ki lô mét vuông. Đến thời điểm năm 2001, huyện Sonepat có dân số 1278830 người.